# Jean Louis Marie Poiret
Jean Louis Marie Poiret (Saint-Quentin, 11 de junio de 1755- París, 7 de abril de 1834) fue un religioso, naturalista, botánico y explorador francés. 

## Biografía
De 1785 a 1786, Poiret fue enviado por Luis XVI a Argelia para inventariar la flora de Berbería.
Durante la Revolución Francesa, se despojó de su hábito religioso, se casó alrededor de 1795 y se convirtió en profesor de historia natural en las Grandes Escuelas de Aisne, donde contribuyó a formar a muchos investigadores importantes, entre los que destaca el también naturalista y botánico Charles Le Forestier.
Trabajó con el naturalista Jean-Baptiste Lamarck, en la redacción del diccionario botánico de la Encyclopédie méthodique (1785).
En 1789, Poiret publicó la obra en la que relató sus viajes por el norte de África: Voyage en Barbarie, ou Lettres écrites de l'ancienne Numidie pendant les années 1785 & 1786, sur la Religion, les Coutumes & les mœurs des Maures & des Arabes Bédouins, avec un Essai sur l'histoire naturelle de ce Pays.
En 1819, publicó una flora médica titulada Leçons de flore. Cours complet de botanique. Durante la Restauración francesa, publicó en 1825 Histoire philosophique, littéraire, économique des plantes d'Europe.

## Honores

### Epónimos
Poiretia, la revista naturalista de Magreb, electrónica y gratuita creada en 2008; interesada en el inventario, descripción y cartografía de todos los grupos taxonómicos animales y vegetales presentes en África del Norte (Magreb). Es un homenaje a su muy célebre « Voyage en Barbarie » publicado en 1789.
Géneros dedicados
- Poiretia de las fabáceas se nombró en su honor en 1807, por Étienne P. Ventenat
- Poiretia J.F.Gmel. (nom. rej.), Syst. Nat. 2 : 213, 263 (1791), género de la familia de las rubiáceas Juss.), homónimo más reciente de Poiretia Vent. y que tiene un rechazo (cf. Vienna ICBN Art. 14.10 & App. III). Las especies descritas bajo este nombre de género son hoy llevadas a su sinónimo taxonómico Houstonia L.
- Poiretia Fischer, 1883 : género animal de moluscos gastéropodos pulmonados de la familia de las oleacínidas Adams & Adams, 1855). Es un género mediterráneo con cinco especies descritas, distribuidas en Grecia y Argelia.

Especies, endémicas del Mediterráneo (cf. VELA et al. 2008 )
- Pleurodeles poireti Gervais, 1835), anfibio urodelo endémico de la península de Edough (noreste de Argelia) situado cerca de la ciudad de Annaba (ex Bône) donde Poiret la descubre. Inicialmente la describe bajo el nombre de Triton poireti Gervais, 1835. Hoy se halla « en riesgo de extinción ».

- Pinus nigra J.F.Arnold var. poiretiana Asch. & Graebn., el célebre pino negro de Córcega o pino Laricio, nombre de reemplazo de Pinus laricio Poir., Encycl. (Lamarck) 5: 339 (1804). Este últimor es un nombre ilegítimo como el homónimo más reciente de P. laricio Santi in Savi (cf. Vienna ICBN Art. 53). Su vicariante maghrebiano es el no menos célebre pino negro de Mauritania, Pinus nigra var. mauretanica Maire & Peyerimh., con presencia relictual en el Djurdjura (Cabilia) y en el Rif marroquí.

- (Adiantaceae) Adiantum poiretii Wikstr.[2]
- (Alliaceae) Nothoscordum poiretii Kunth[3]
- (Berberidaceae) Berberis poiretii C.K.Schneid.[4]
- (Buddlejaceae) Buddleja poiretii Spreng.[5]
- (Cyperaceae) Carex poiretii J.F.Gmel.[6]
- (Dryopteridaceae) Nephrodium poiretii Desv.[7]
- (Euphorbiaceae) Acalypha poiretii Spreng.[8]
- (Lamiaceae) Stachys poiretii Ten.[9]
- (Melastomataceae) Miconia poiretii (Griseb.) M.Gómez[10]
- (Myrtaceae) Myrtus poiretii Spreng.[11]
- (Poaceae) Axonopus poiretii Roem. & Schult.[12]
- (Polypodiaceae) Polypodium poiretii Spreng.[13]
- (Rhamnaceae) Ziziphus poiretii G.Don[14]
- (Sapindaceae) Cupania poiretii Kunth[15]
- (Smilacaceae) Smilax poiretii Kunth[16]
- (Urticaceae) Phenax poiretii Alain[17]

## Algunas publicaciones
- Leçons de flore: Cours complet de botanique 1819-1820 (ilus. iconografía vegetal en 56 planchas coloreadas por P.J.F. Turpin
- Coquilles fluviatiles et terrestres observées dan le Département de l'Aisne et aux environs de Paris: Prodrome. 1801. Ed. Théophile Barrois; Soissons. 119 pp.
- Voyage à Barbarie, ou Lettres écrites de l'ancienne Numidie …, pendant les annes 1785 et 1786 sur la Religion, les Coutumes & les moeurs des Maures & des Arabes Bédouins, avec un Essai sur l'histoire naturelle de ce Pays. Ed. J.B.F. Née de la Rochelle, Paris, 2 vols : XXIV + 364 pp. 1789 en línea
- Histoire philosophique, littéraire, économique des plantes d'Europe 1825-1829. 254 pp. en línea
- con Jean-Baptiste de Lamarck Encyclopédie méthodique: Botanique 1789-1817. 787 pp. en línea
- con Jean-Baptiste de Lamarck Tableau encyclopédique et méthodique des trois règnes de la nature: Botanique 1819-1823. 1.000 pp. en línea
- con François-Pierre Chaumeton, Jean-Baptiste-Joseph-Anne- De Chamberet. 2010. Flore Mdicale, Volumen 1. 518 pp. ISBN 1-144-80621-6

- La abreviatura «Poir.» se emplea para indicar a Jean Louis Marie Poiret como autoridad en la descripción y clasificación científica de los vegetales.[18]